# Arrondissement du Burgenland
Pour les articles homonymes, voir Burgenland (homonymie).
L’arrondissement du Burgenland est un arrondissement  (Landkreis en allemand) de Saxe-Anhalt  (Allemagne).
Son chef lieu est Naumbourg.

## Villes, communes & communautés d'administration
(nombre d'habitants au 31 décembre 2013)
Einheitsgemeinden
1. Elsteraue (8 604)
2. Hohenmölsen, ville (9 941)
3. Lützen, ville (8 750)
4. Naumbourg, ville (32 804)
5. Teuchern, ville (8 462)
6. Weißenfels, ville (39 909)
7. Zeitz, ville (29 557)

Verbandsgemeinden avec leurs communes membres
(* siège de la Verbandsgemeinde)
| 1. Verbandsgemeinde An der Finne 1. An der Poststraße (1 719) 2. Bad Bibra, ville * (2 883) 3. Eckartsberga, ville (2 411) 4. Finne (1 229) 5. Finneland (1 126) 6. Kaiserpfalz (1 627) 7. Lanitz-Hassel-Tal (1 140) 2. Verbandsgemeinde Droyßiger-Zeitzer Forst 1. Droyßig * (2 040) 2. Gutenborn (1 854) 3. Kretzschau (2 552) 4. Schnaudertal (979) 5. Wetterzeube (1 816) | 3. Verbandsgemeinde Unstruttal 1. Balgstädt (1 143) 2. Freyburg, ville * (4 832) 3. Gleina (1 281) 4. Goseck (1 023) 5. Karsdorf (1 658) 6. Laucha an der Unstrut, ville (3 009) 7. Nebra-sur-Unstrut, ville (3 347) 4. Verbandsgemeinde Wethautal 1. Meineweh (1 055) 2. Mertendorf (1 688) 3. Molauer Land (1 096) 4. Osterfeld, ville * (2 654) 5. Schönburg (1 036) 6. Stößen, ville (961) 7. Wethau (1 008) |

Localisation des communes dans l'arrondissement.